# NGC 6270
NGC 6270 este o galaxie situată în constelația Hercule. A fost descoperită în 28 iunie 1864 de către Albert Marth.